# متلازمة الخرف الستيرويدي
متلازمة الخرف الستيرويدي تصف علامات وأعراض القصور القهري والخلايا قبل الجبهية، مثل العجز في الذاكرة، والاهتمام، والوظيفة التنفيذية، التي يسببها الهرمون القشري السكري. تم العثور على أعراض تشبه الخرف في بعض الأفراد الذين تعرضوا لأدوية تحتوي على الهرمون القشري السكري، وغالبا ما يتم الاستغناء عنها في شكل الربو والتهاب المفاصل والأدوية الستيرويدية المضادة للالتهابات. تتراجع الحالة، ولكن ليس دائمًا، في غضون أشهر بعد إيقاف معالجة الستيرويد.
مصطلح «الخرف الستيرويدي» صاغه فارني. (1984) في إشارة إلى آثار استخدام جلايكورتيكود طويل الأجل في 1500 مريض. في حين أن الحالة تقع عادة تحت تصنيف متلازمة كوشينغ، فإن المصطلح «متلازمة الخرف الستيرويدي» مفيد بشكل خاص لأنه يتعرف على كل من سبب المتلازمة والتأثيرات الخاصة للجلوكوكورتيكويد على الوظيفة الإدراكية. وعلاوة على ذلك، فإن المصطلحات الأكثر دقة تميز بوضوح حالة متلازمة كوشينغ الكاملة، والتي تكون واسعة للغاية فيما يتعلق بالأسباب (الذاتية أو الخارجية، الغدة النخامية أو الغدة الكظرية)، والعديد من الأعراض (تتراوح من اضطرابات الجلد إلى هشاشة العظام)، ومن فرط الكورتيزميات، والتي لا تحدد المصدر ولا أعراض الكورتيزول الزائده بالدورة الدموية.

## العلامات والاعراض
تظهر الأعراض المعرفية من الستيرويد خلال الأسابيع القليلة الأولى من العلاج، ويبدو أنها تعتمد على الجرعة، وقد تكون مصحوبة أو لا تكون مصحوبة بالذهان الستيرويدي أو أعراض أخرى من نوع كوشينغ. 
تشمل الأعراض عجزًا في:
- الذاكرة اللفظية وغير اللفظية

 الذاكرة العاملة
- انتباه
- تركيز مستمر

 وظيفة تنفيذية
- السرعة الحركية
- الأداء الأكاديمي أو المهني.

وقد ثبت أن هذه الأعراض تتحسن في غضون أشهر إلى سنة بعد التوقف عن تناول دواء جلايكورتيكود، لكن يمكن أن تبقى العاهات المتبقية بعد استخدام الستيرويد لفترة طويلة.

## الفيزيولوجيا المرضية
مناطق الدماغ ذات الكثافة العالية من المستقبلات السكرية بما في ذلك قرن آمون، تحت المهاد، وقشرة الفص الجبهي هي حساسة بشكل خاص لمستويات مرتفعة من الجلايكورتيكودات حتى في حالة عدم وجود الإجهاد. ركزت الدراسات العلمية بشكل رئيسي على تأثير القشرانيات السكرية على قرن آمون بسبب دورها في عمليات الذاكرة وعلى القشرة المخية قبل الجبهية لدورها في الاهتمام والوظيفة التنفيذية.
يرتبط نشاط الجلوكوكورتيكويد المرتفع بانخفاض تنظيم الموارد الوراثية (المعروف باسم «فرضية شلال جلايكورتيكود»)، والتي تقلل من النشاط العصبي وتضعف تكوين الخلايا العصبية الذي يمكن أن يؤدي إلى انخفاض حجم قرن آمون مع التعرض لفترة طويلة من الجلوكوكورتيكويد.
قد تكون الاختلافات في الحساسية الفردية للأدوية المحتويه علي جلايكورتيكود بسبب نقص وظيفة أو فرط وظيفة. وبالمثل، فإن الاختلافات في الاستجابة الفردية للطحال - الغدة النخامية - الأدرينالية يمكن أن تعدل نوع وعدد الآثار الجانبية.

## العلاج
بالإضافة إلى التوقف عن تناول دواء جلايكورتيكود، فإن العلاجات المحتملة التي نوقشت في الاوراق البحثية تشمل:
- مكافحة السكريات
- الأدوية ذات التأثير النفسى التي تزيد من تنظيم مستقبلات جلايكورتيكود GRII: مضادات الاكتئاب ثلاثية الحلقات:[8]
- إيميبرامين و أميتربتيلينو مثبطات استرداد السيروتونين الانتقائية [9][10][11]
- مضادات السيروتونين: كيتانسرين
- مثبتات المزاج: الليثيوم

هرمون مطلق لموجهة القشرة 
- مضادات الغلوتامات
- ديهيدرو إيبي أندروستيرون
- جزيء عامل التغذية العصبية المستمد من الدماغ
- علاجات الحد من التوتر.

## التاريخ
من المعروف أن أدوية الجلوكوكورتيكويد مرتبطة بآثار جانبية كبيرة تشمل السلوك والمزاج، بغض النظر عن الحالة النفسية أو المعرفية السابقة، منذ أوائل الخمسينات. لكن الآثار الجانبية المعرفية للأدوية الستيروئيدية التي تنطوي على الذاكرة والاهتمام لا يتم نشرها على نطاق واسع وقد يتم تشخيصها خطأ كحالات منفصلة، مثل اضطراب نقص الانتباه مع فرط النشاط عند الأطفال أو مرض الزهايمر المبكر لدى المرضى المسنين.